# Aeroportul Melinda
Aeroportul Melinda (IATA: MDB, ICAO: MZML) este un aeroport din Belize.
Situat la o altitudine de 31 m, aeroportul dispune de o singură pistă.